# Affrikata
En affrikata är ett konsonantiskt språkljud som består av två faser: först en ocklusiv fas (som i en klusil) där luftströmmens väg helt stängs av; därefter följer en frikativ fas (som i en frikativa), där luftströmmens väg delvis öppnas upp. Durationen av de två faserna överstiger inte den för en enkel klusil eller frikativa.
De båda faserna är homorganiska, det vill säga att de produceras på samma artikulationsställe. Att en klusil och en frikativa uttalas i sekvens innebär inte per automatik att de bildar en affrikata; detta gäller även om de är homorganiska. Således är till exempel [tɧ] i ”utskälld” ingen affrikata, eftersom de två fonerna kommer från två olika morfem: ”ut” och ”skäll”.
Affrikator är ovanliga i svenska språket, men dyker upp i lånord från språk där de ofta symboliseras av en egen bokstav. Exempel på affrikator är:
- [p͜f], på tyska: Pferd
- [t͜s], på tyska: Zahl; på italienska: pizza; på japanska: tsunami
- [t͜ʃ], på engelska: child; på italienska: ciao
- [t͜ɕ], i framför allt finlandssvenska dialekter som uttal av tje-ljudet: tjock
- [d͜ʒ], på engelska: join